# Chiesa di San Nicola di Bari (Guiglia)
La chiesa di San Nicola di Bari è la parrocchiale di Samone, frazione del comune italiano di Guiglia, in provincia di Modena. Appartiene al vicariato di Zocca nell'arcidiocesi di Modena-Nonantola. Il primitivo luogo di culto risaliva al XII secolo e il tempio che ci è pervenuto risale all'inizio del XVIII secolo.

## Storia

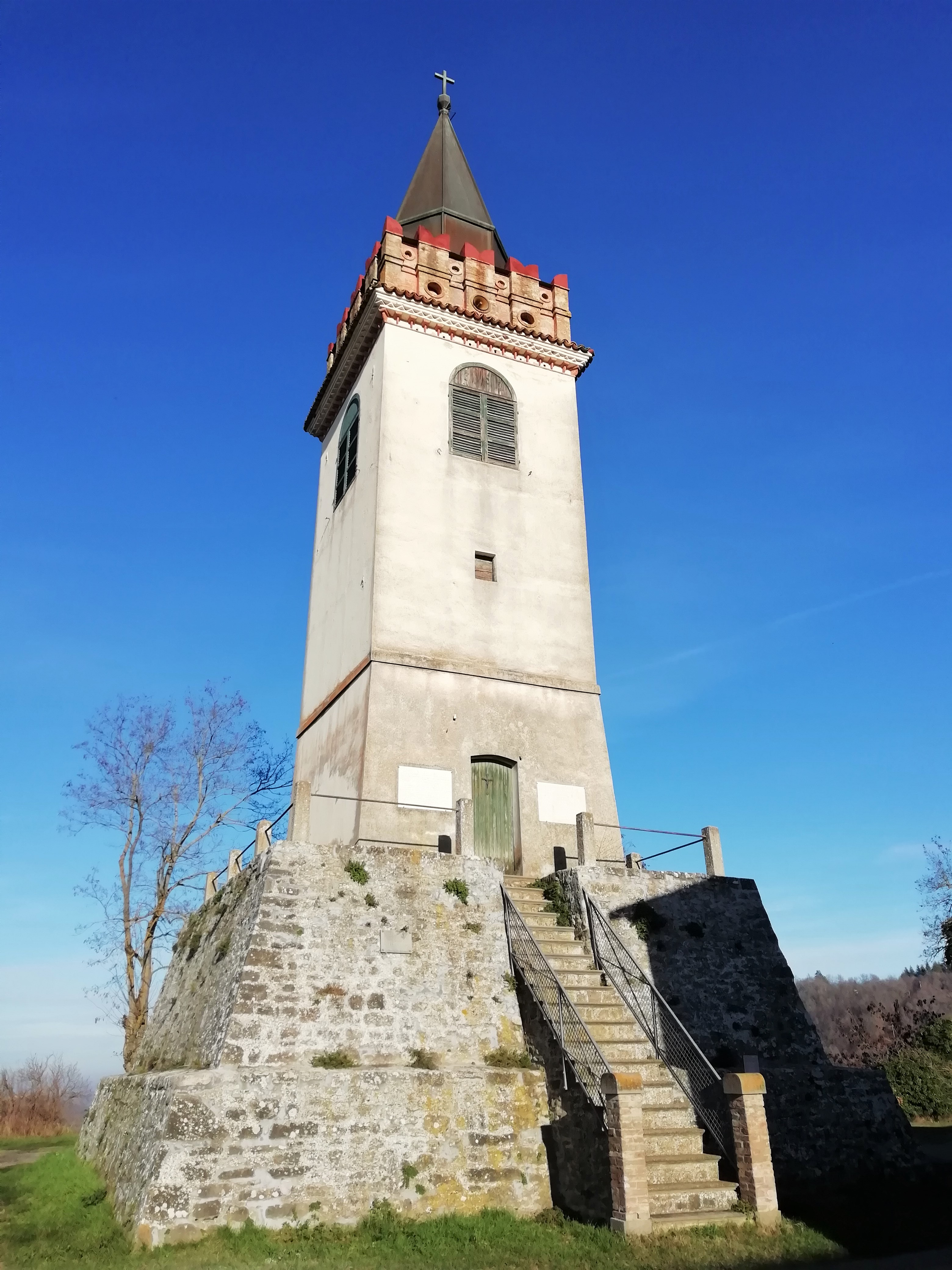
Il campanile nel borgo antico di Samone

Samone è un insediamento molto antico, e le prime citazioni che lo riguardano risalgono al 1048. La sua chiesa primitiva, con dedicazione a San Nicola e che probabilmente era la cappella gentilizia del castello, anche noto recentemente come castello o villa Garda, risale al XII secolo e negli elenchi del periodo leggermente successivo viene ricordata come una delle cappelle della chiesa di Missano (località divenuta poi frazione di Zocca). Durante la visita pastorale del 1552 del vescovo di Modena Egidio Foscarari il complesso venne descritto come costituito da due diversi luoghi di culto. Il primo e con dignità di chiesa parrocchiale era di maggiori dimensioni e nella sala vi erano tre altari. Il secondo, posto più in basso, era un oratorio con dedicazione alla Beata Vergine del Rosario. Le due chiese erano entrambe in cattivo stato e dal punto di vista della giurisdizione ecclesiastica dipendevano dalla pieve di Misano. Nella stessa relazione venne citano anche un ospizio legato sia alla chiesa sia al comune. Le visite pastorali di poco successive testimoniarono la cattiva gestione del cappellano e che anche a causa di questo gli edifici erano in stato di evidente degrado. Circa un secolo dopo, a partire dal 1678, iniziò la costruzione della torre campanaria col basamento ad imitazione di uno sperone roccioso isolato dalla chiesa e dalla inusuale struttura a forma di torre con merli. I lavori vennero poi ultimati, con la piramide di zinco posta apicalmente, nel 1866. La visita pastorale del 1690 impose l'unificazione dei due edifici religiosi e il contemporaneo restauro. Tra il 1700 e il 1715 la chiesa venne completamente ricostruita secondo lo stile neoclassico e venne da quel momento resa indipendente da Missano. Nel 1966 si verificò un crollo della copertura quindi si rese necessaria la sua ricostruzione, e alla fine dei lavori gli interni vennero ridipinti.

## Descrizione

### Esterni
La chiesa si trova a Samone, frazione di Guiglia in provincia di Modena. La facciata neoclassica è caratterizzata da quattro lesene che reggono il grande Frontone triangolare aperto nella parte centrale della sua base. Il portale è incorniciato da sottili lesene che reggono un piccolo timpano leggermente sporgente. La copertura del tetto è a due spioventi  con rifinitura a coppi di laterizio. Il campanile si trova staccato dall'edificio della chiesa, su un basamento di grande dimensione ed è raggiungibile solo attraverso una scala. La cella campanaria è chiusa da finestre a monofora e la sua conclusione è con merli e con una cupola acuta in zinco.

### Interni
La navata interna è unica ed ampliata da due cappelle laterali. Il fonte battesimale è posto nella cappella a destra mentre in quella opposta si trova il confessionale. Nella zona del presbiterio, anche dopo l'adeguamento liturgico che si è concluso nel si è concluso nel 1990, è presente l'altare originale in scagliola. La volta del presbiterio è affrescata. Nella sala si conserva inoltre il dipinto raffigurante San Nicola di Bari risalente al XVIII secolo e la tavola dorata che raffigura la Madonna col Bambino.